# Pseudalosterna tryznai
Pseudalosterna tryznai är en skalbaggsart som beskrevs av Holzschuh 1999. Pseudalosterna tryznai ingår i släktet Pseudalosterna och familjen långhorningar. Inga underarter finns listade i Catalogue of Life.